# Kongo i olympiska sommarspelen 1980
Folkrepubliken Kongo deltog i de olympiska sommarspelen 1980 med en trupp bestående av 23 deltagare, nio män och 14 kvinnor, vilka deltog i åtta tävlingar i tre sporter. Ingen av landets deltagare erövrade någon medalj.

## Boxning
Lättvikt
- Alphonse Matoubela
  1. Första omgången — Förlorade mot Tibor Dezamits (Ungern) på poäng (0-5)

## Friidrott
Herrarnas 100 meter
- Théophile Nkounkou
  - Heat — 10,53
  - Kvartsfinal — 10,59 (→ gick inte vidare)

- Antoine Kiakouama
  - Heat — 10,69 (→ gick inte vidare)

Herrarnas 200 meter
- Théophile Nkounkou
  - Heat — startade inte (→ gick inte vidare)

Herrarnas maraton
- Emmanuel Mpioh
  - Final — 2:48:17 (→ 52:a plats)

Herrarnas 110 meter häck
- Bernard Mabikana
  - Heat — 15,42 (→ gick inte vidare)

## Handboll
Damer
| Rank | Lag               | Pld | W | D | L | GF  | GA  | Poäng |  | Sovjetunionen | Socialistiska federativa republiken Jugoslavien | Östtyskland | Ungern | Tjeckoslovakien |       |
| ---- | ----------------- | --- | - | - | - | --- | --- | ----- |  | ------------- | ----------------------------------------------- | ----------- | ------ | --------------- | ----- |
| 1    | Sovjetunionen     | 5   | 5 | 0 | 0 | 99  | 52  | 10    |  | X             | 18:9                                            | 18:13       | 16:12  | 17:7            | 30:11 |
| 2    | Jugoslavien       | 5   | 3 | 1 | 1 | 107 | 67  | 7     |  | 9:18          | X                                               | 15:15       | 19:10  | 25:15           | 39:9  |
| 3    | Östtyskland       | 5   | 3 | 1 | 1 | 91  | 58  | 7     |  | 13:18         | 15:15                                           | X           | 19:9   | 16:10           | 28:6  |
| 4    | Ungern            | 5   | 1 | 1 | 3 | 80  | 74  | 3     |  | 12:16         | 10:19                                           | 9:19        | X      | 10:10           | 39:10 |
| 5    | Tjeckoslovakien   | 5   | 1 | 1 | 3 | 65  | 78  | 3     |  | 7:17          | 15:25                                           | 10:16       | 10:10  | X               | 23:10 |
| 6    | Kongo-Brazzaville | 5   | 0 | 0 | 5 | 46  | 159 | 0     |  | 11:30         | 9:39                                            | 6:28        | 10:39  | 10:23           | X     |